# Puchar Pięciu Narodów 1924
Puchar Pięciu Narodów 1924 – dziesiąta edycja Pucharu Pięciu Narodów, corocznego turnieju w rugby union rozgrywanego pomiędzy pięcioma najlepszymi zespołami narodowymi półkuli północnej, która odbyła się pomiędzy 1 stycznia a 27 marca 1924 roku. Wliczając turnieje w poprzedniej formie, od czasów Home Nations Championship, była to trzydziesta siódma edycja tych zawodów. W turnieju zwyciężyła Anglia, która pokonała wszystkich rywali i tym samym zdobyła Triple Crown oraz Wielkiego Szlema.
Zgodnie z ówczesnymi zasadami punktowania dropgol był warty cztery punkty, podwyższenie dwa, natomiast przyłożenie i pozostałe kopy trzy punkty. Carston Catcheside został pierwszym zawodnikiem w historii turnieju, który zdobył przyłożenie we wszystkich czterech meczach jednej edycji.

## Mecze
| 1 stycznia 1924 | Francja                                                | 12:10(6:3) | Szkocja                                   | Stade Pershing, Paryż Widzów: 30 000 Sędzia: Evan Roberts |
| 1 stycznia 1924 | Galau 3 (P) Jauréguy 3 (P) Moureu 3 (P) Piquiral 3 (P) | 12:10(6:3) | Wallace 3 (P) Davies 3 (K) Waddell 4 (dg) | Stade Pershing, Paryż Widzów: 30 000 Sędzia: Evan Roberts |

| 19 stycznia 1924 | Walia                                | 9:17(3:11) | Anglia                                                              | St. Helens Ground, Swansea Widzów: 35 000 Sędzia: Alexander Angus |
| 19 stycznia 1924 | Johnson 3 (P) Jones 3 (P) Owen 3 (P) | 9:17(3:11) | Catcheside 6 (2P) Jacob 3 (P) Locke 3 (P) Myers 3 (P) Conway 2 (pd) | St. Helens Ground, Swansea Widzów: 35 000 Sędzia: Alexander Angus |

| 26 stycznia 1924 | Irlandia                      | 6:0(3:0) | Francja | Lansdowne Road, Dublin Widzów: 20 000 Sędzia: Alfred Lawrie |
| 26 stycznia 1924 | Atkins 3 (P) Stephenson 3 (P) | 6:0(3:0) |         | Lansdowne Road, Dublin Widzów: 20 000 Sędzia: Alfred Lawrie |

| 2 lutego 1924 | Szkocja                                                                                                  | 35:10(22:0) | Walia                                    | Inverleith, Edynburg Sędzia: J. McGowan |
| 2 lutego 1924 | Bertram 3 (P) Bryce 3 (P) Macpherson 3 (P) Smith 9 (3P) Wallace 3 (P) Waddell 3 (P) Drysdale 11 (4pd, K) | 35:10(22:0) | Griffiths 3 (P) Jones 3 (P) Male 4 (2pd) | Inverleith, Edynburg Sędzia: J. McGowan |

| 9 lutego 1924 | Irlandia      | 3:14(3:3) | Anglia                                                              | Ravenhill Stadium, Belfast Widzów: 15 000 Sędzia: Thomas Vile |
| 9 lutego 1924 | Douglas 3 (P) | 3:14(3:3) | Catcheside 6 (2P) Corbett 3 (P) Hamilton-Wickes 3 (P) Conway 2 (pd) | Ravenhill Stadium, Belfast Widzów: 15 000 Sędzia: Thomas Vile |

| 23 lutego 1924 | Anglia                                                   | 19:7(9:0) | Francja                         | Twickenham Stadium, Londyn Widzów: 40 000 Sędzia: Albert Freethy |
| 23 lutego 1924 | Catcheside 3 (P) Jacob 9 (3P) Young 3 (P) Conway 4 (2pd) | 19:7(9:0) | Ballarin 3 (P) Béhotéguy 4 (dg) | Twickenham Stadium, Londyn Widzów: 40 000 Sędzia: Albert Freethy |

| 23 lutego 1924 | Szkocja                                       | 13:8(10:5) | Irlandia              | Inverleith, Edynburg Sędzia: Thomas Vile |
| 23 lutego 1924 | Bertram 3 (P) Waddell 6 (2P) Drysdale 4 (2pd) | 13:8(10:5) | Stephenson 8 (2P, pd) | Inverleith, Edynburg Sędzia: Thomas Vile |

| 8 marca 1924 | Walia                                    | 10:13(3:8) | Irlandia                                                          | Cardiff Arms Park, Cardiff Widzów: 35 000 Sędzia: J. Tulloch |
| 8 marca 1924 | Pugh 3 (P) Richards 3 (P) Watkins 4 (dg) | 10:13(3:8) | F. Hewitt 3 (P) T. Hewitt 3 (P) Stephenson 3 (P) Crawford 4 (2pd) | Cardiff Arms Park, Cardiff Widzów: 35 000 Sędzia: J. Tulloch |

| 15 marca 1924 | Anglia                                                          | 19:0(5:0) | Szkocja | Twickenham Stadium, Londyn Widzów: 43 000 Sędzia: Thomas Vile |
| 15 marca 1924 | Catcheside 3 (P) Myers 7 (P, dg) Wakefield 3 (P) Conway 6 (3pd) | 19:0(5:0) |         | Twickenham Stadium, Londyn Widzów: 43 000 Sędzia: Thomas Vile |

| 27 marca 1924 | Francja                             | 6:10(6:7) | Walia                                       | Stade Olympique Yves-du-Manoir, Colombes Widzów: 40 000 Sędzia: R. Roberts |
| 27 marca 1924 | Béhotéguy 3 (P) Lubin-Lebrère 3 (P) | 6:10(6:7) | Finch 3 (P) Rickards 3 (P) Griffiths 4 (dg) | Stade Olympique Yves-du-Manoir, Colombes Widzów: 40 000 Sędzia: R. Roberts |

## Inne nagrody
- Wielki Szlem –  Anglia (po pokonaniu wszystkich rywali)
- Triple Crown –  Anglia (po pokonaniu wszystkich rywali z Wysp Brytyjskich)
- Calcutta Cup –  Anglia (po zwycięstwie nad Szkocją)